# 自然历史

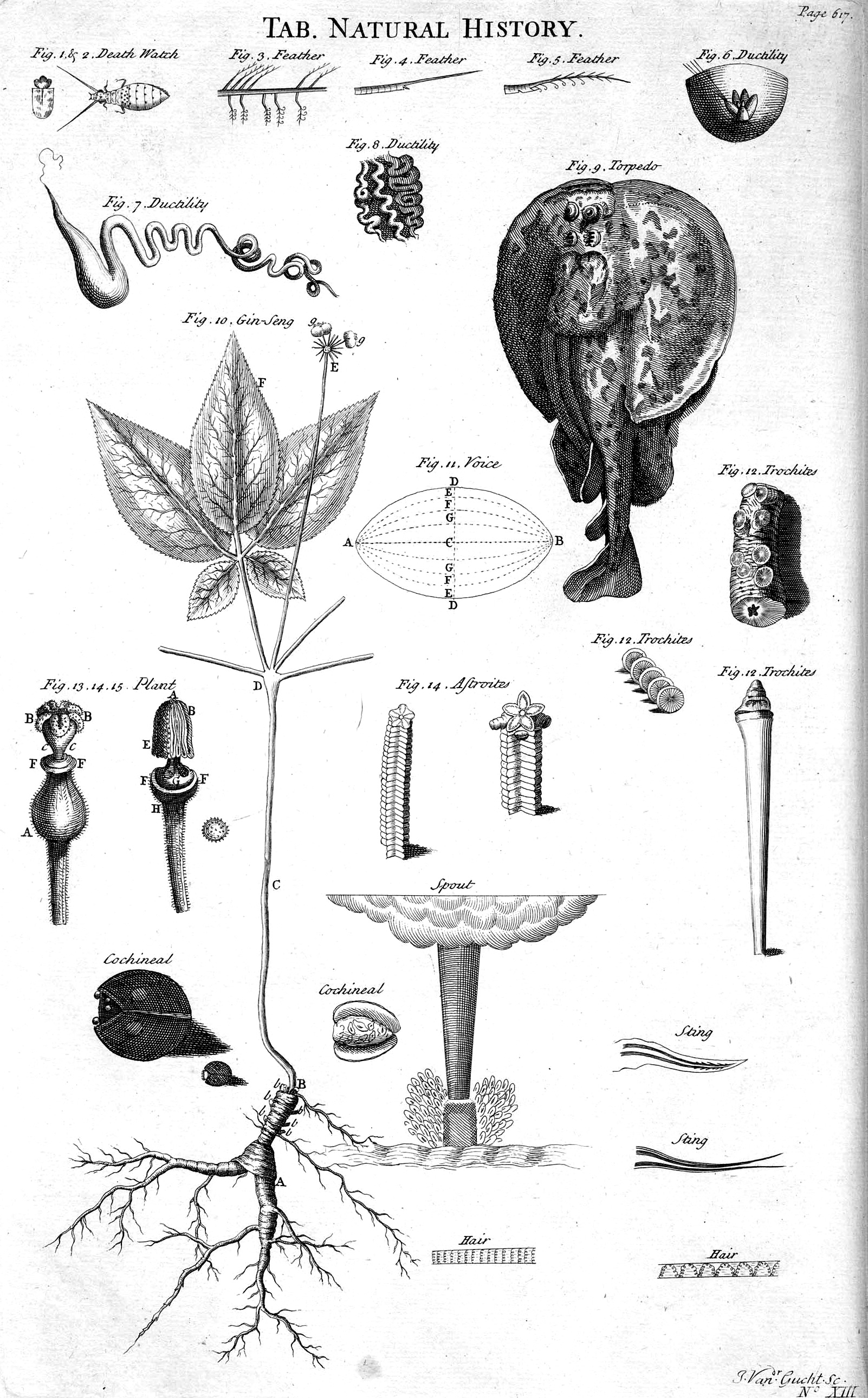
自然历史表，出自伊弗雷姆·钱伯斯1728年的《百科全书，或艺术与科学通用辞典》

自然历史（拉丁語：Historia Naturalis）又译自然史、博物学，是人类在演化过程中对地球上各种生物（动物、植物、菌类、微生物）以及它们周边生存环境中各种事物的不断的观察记录与分析总结，和实验方法比起来，更倾向于观察法，是现代科学萌芽和发展的过程中的必经途径。它包含了科学研究但并不局限于此，目前各种自然历史类的文章主要发表在科学普及杂志上，少见于学术期刊。从分类上讲，它从属于自然科学，是对自然物体或者分类的系统研究。
这是一个含义非常广泛的概念，包涵了很多专业的重要学科。在西方，自然历史的研究可以追述到古罗马时期，阿拉伯国家可以追述到中世纪时期。经过欧洲文艺复兴时期自然历史学家的研究工作，发展到现在更是一个跨学科的概念，包涵了许多专业科学领域。例如，地球生物学就是一种结合了多种专业科学知识和跨学科研究者的工作。本词条是对人类自然科学、科学方法以及历史文化的发展和完善过程的描述，在不同的领域会有不同的理解，但是基本都是以自然主义的角度出发。

## 定义

### 历史

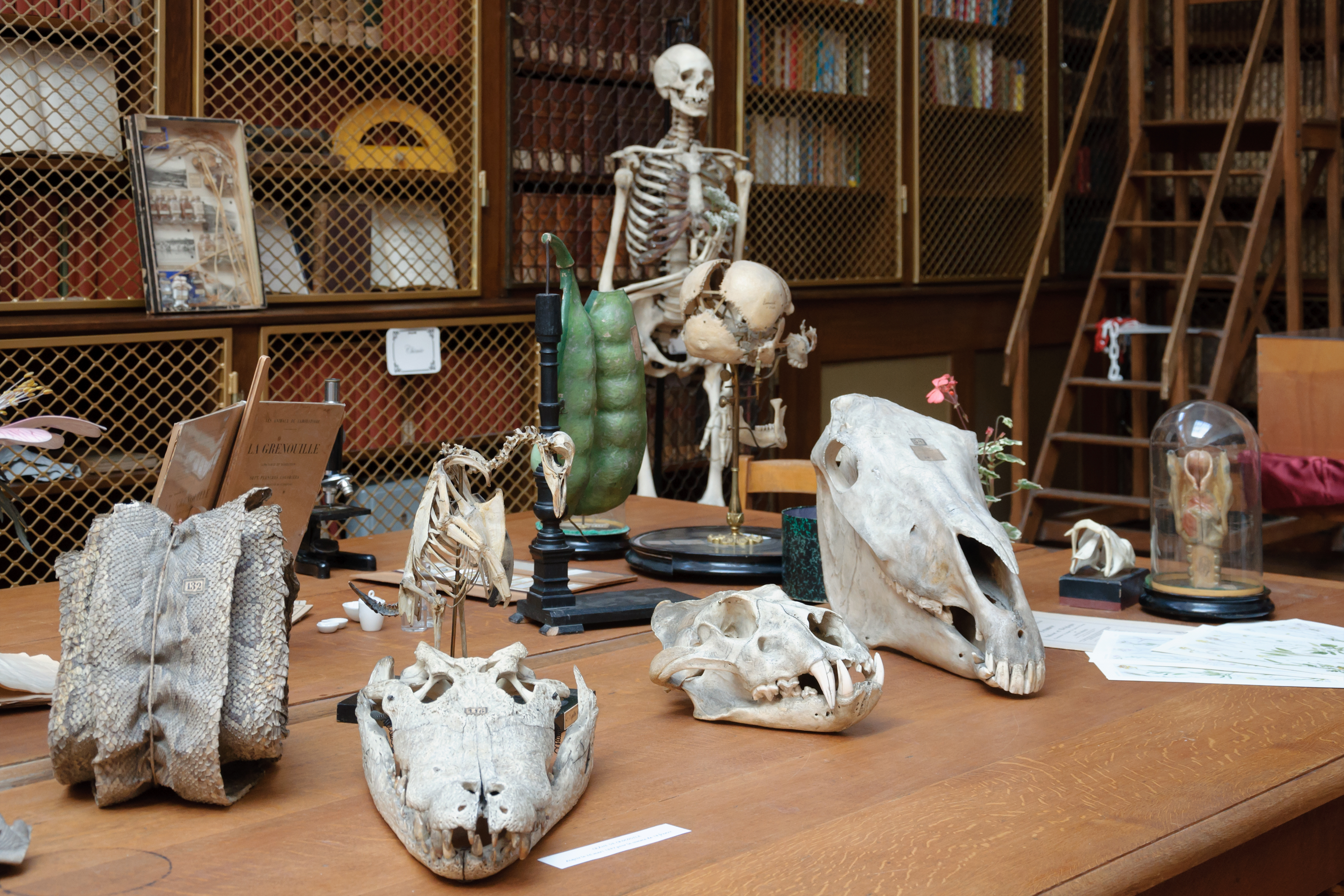
法國中學里的各種自然歷史收藏

“自然歷史”一詞源自拉丁文“自然史”（historia naturalis），它的含义随着时间的推移已经越来越窄，而“自然”这个词的含义却越来越大。在古代，自然历史的描述范围基本上涵盖了所有连接自然的事物或者从自然中获得的材料。例如，老普林尼发表于大约公元前77-79年的自然历史百科全书，包括了天文，地理，人类，技术，医学，各种迷信以及动物和植物。
19世纪，欧洲人认为知识有两个主要部分：人文科学（包括神学）和对自然的研究。对自然的研究可以分为进行观察记录、总结分析的自然历史和相应的自然哲学。在现代，自然哲学大致对应于现代物理学和化学，而自然历史包括了生物和地质科学。这两个部分密切相关。在独立科学家的黄金时期，许多人促进了这两个领域的发展，早期的论文在17世纪创建的英国皇家学会和法国科学院组织的专业科学会议上被广泛阅读。
自然历史的研究被各种实际用途所促进，例如在工业革命的影响下，为了寻找更多有用的矿物，促进了地质学的发展。
从发展脉络上来看，西方的现代科学是通过经历自然历史、自然哲学、自然科学三个阶段发展而来。

### 现代
自然历史的现代定义来自于不同的领域和来源，变成只强调某一方面，比如经常被认为是一种观察的类型和研究的课题，知识，手艺或者实践。和被观察到的规律相比，更侧重于观察者。
生物学家往往关注各自领域的生物研究，Marston Bates认为：“自然历史是对动物和植物的研究...那么我想，自然历史作为对生命不同层次的研究，动物和植物是怎么对自身以及周边环境造成影响，他们是怎么形成种群和群落这样庞大的组织群体。”D.S. Wilcove 和T. Eisner的定义是：“仔细观察生物的起源、演化、行为，它们和其他物种之间的关系。”一些定义更近一步，关注生物在生存环境中过去和现在的直接观察，例如G.A. Bartholomew认为：“一个自然历史学生或者自然历史学家，应当通过对植物和动物的直接观察来学习，由于生物所拥有的功能离不开他们所生活的环境，如果不知道它们的进化史就不能充分解释生物的结构和功能，自然历史的学习应该包括对化石、自然环境、地形和其他方面的研究。”
许多对自然历史的定义都包含了描述的成分，比如H.W. Greene的新说法：“自然历史是对生态和行为的描述。”
最近，很多人认为自然历史应该有更宽广的含义，比如S. Herman，他把这个领域定义为“自然历史是对自然环境中植物和动物的科学研究。它关注的是从生物个体到生态系统的组织层次，并强调识别、生活史、分布区域、分布数量和相互关系，通常还会包涵一些审美成份。”T. Fleischner定义的领域更加广泛，“以诚实和准确的方式，通过练习，集中注意力去感受人类之外的世界。”
这些定义都将自然历史领域带入了更高的层次，B. Lopez用因纽特人的说法把这些广泛定义概述为“对自然景观的耐心拷问（Patient interrogation of a landscape）。”
各个领域对自然历史的理解都有不同，但自然历史的工作范围包括了许多重要的自然历史博物馆，它通常包括人类学，地质学，生物学和天文学以及植物学和动物学的元素。通过科学研究和教育去发现，解释人类的文化知识，自然世界，和宇宙。甚至包括世界上的各种文化和自然构成部分。

## 发展过程

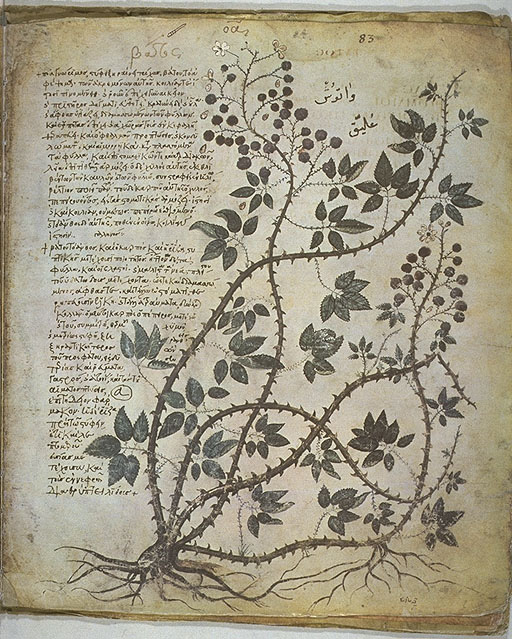
六世纪《维也纳迪奥斯库里德斯抄本》中的黑莓绘图

### 古代
自然历史开始于亚里士多德和其他古代哲学家对自然世界多样性的分析。
自然历史是老普林尼对这个世界上能见到的各种事物的理解，包括生物、地质、天文、科技、艺术和人类。
公元前50年-70年，一个希腊血统的罗马医师迪奥斯科里斯撰写了《药物学》。它被传阅了超过1500年，直到文艺复兴时期才被取代，这是所有自然历史的书籍中传播时间最长的。
从古希腊直到十八世纪，通过像卡尔·林奈这样的自然历史学家的不断努力，自然历史从自然等级和生命之链，矿物的结构，蔬菜，到更多动物的原始形态，更多更复杂生命形式，最终以我们的物种为终结，日益完善并形成了生物演化线性表格的重要概念。

### 中世纪
自然历史在中世纪的欧洲基本没有什么进步，古希腊和古罗马的自然历史著作在欧洲被毁灭殆尽，但是在阿拉伯和东方世界却有着广泛的流传，并产生了非常巨大的发展。如伊本·西那的《医典》。很多自然历史著作都是后续又从阿拉伯语翻译回拉丁语的。
从十三世纪开始，通过很多牧师尤其是托马斯·阿奎那的工作，将亚里士多德的作品改编成基督教哲学，形成了自然神学的基础。

### 文艺复兴时期
在文艺复兴时期，很多学者（特别是医生和人类学家）重新开始直接观察植物和动物的自然历史发展，搜集积累了大量来自异国的标本和奇特生物。Leonhart Fuchs是植物学的三个创始者之一，另外两个人是Otto Brunfels 和 Hieronymus Bock。其他领域的重要贡献者有Valerius Cordus，Konrad Gesner（历史发育，Historiae animalium），Frederik Ruysch, 还有Gaspard Bauhin。
在已知生物数量迅速增加的情况下，促进了物种分类和组织的更多尝试，最终由瑞典自然历史学家卡尔·林奈形成了一个完善的系统。

### 生物科学的诞生

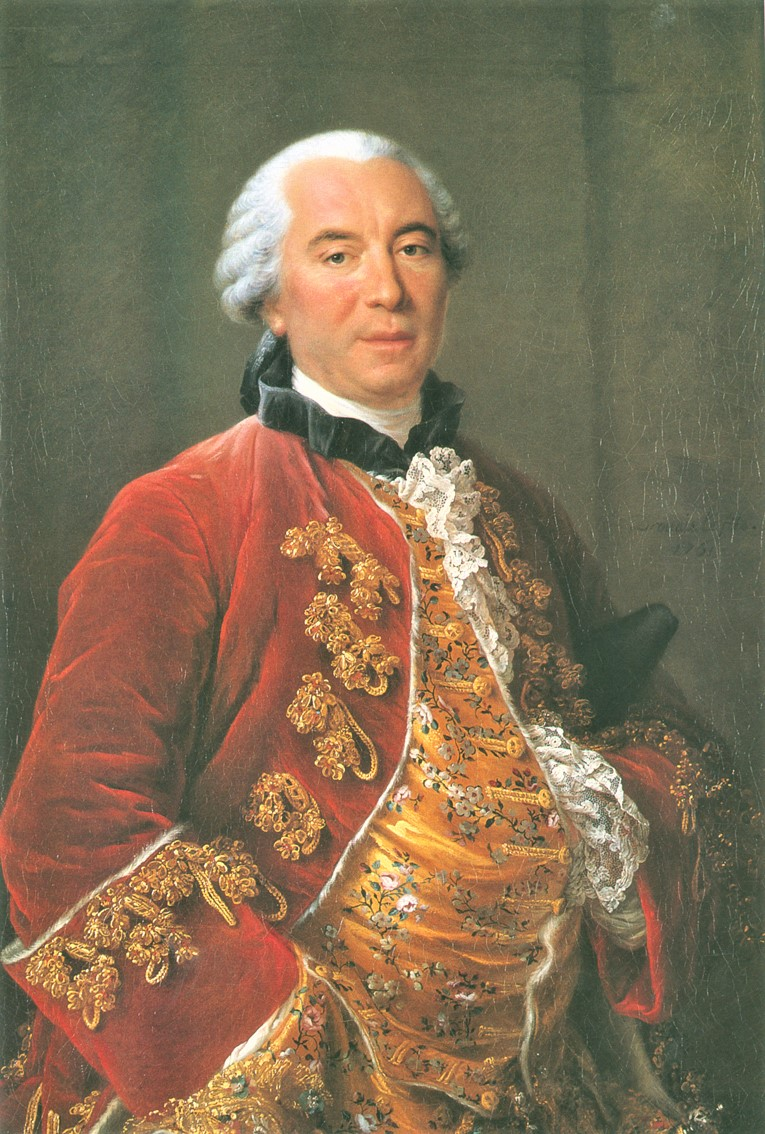
布丰编纂《自然通史》，一部44卷的百科全书描述十八世纪所知的自然科学

英国自然历史上的重大贡献是由自然主义倾向的牧师，如Gilbert White、William Kirby、John George Wood和 John Ray对植物、动物以及其他方面的描述。他们关于自然神学的论据，引发了存在是自然发生还是因为上帝仁慈的争论。
当时的欧洲，形成了如生理学，植物学，动物学，地质学和古生物学的学科专业。先前都是在科学教育学校学习的自然历史，逐渐被具有更专业态度的科学家代替，变为“业余”活动的一部分，而不是科学的一部分。
在维多利亚时期的苏格兰，大家认为自然历史的研究能够让人获得良好的心理健康。在英国和美国，自然历史成为专家们的业余爱好，如鸟类，研究蝴蝶，贝壳（软体动物学、贝类学），甲虫和野花；与此同时，科学家们试图定义一个统一的生物学规律（虽然只有部分正确，后来与现代的演化理论结合了起来）。
不过，自然历史研究的传统，继续发挥在生物学研究中的一部分，尤其是生态系统（自然系统涉及生物与地球生物圈的无机成分，并提供了研究的内容），动物行为学（动物行为的科学研究），和进化生物学（各种生命形式之间长期关系和影响的研究），最后出现了今天的综合有机体生物学。
业余爱好者和自然历史学家在建立世界上最大的自然历史收藏过程中起到了重要的作用，如伦敦自然历史博物馆，华盛顿国家自然历史博物馆。
19世纪三个互相认识的最伟大的英国博物学家， 亨利·贝兹、查尔斯·达尔文和阿尔弗雷德·华莱士，花了很多年进行自然历史方面的旅行，收集了成千上万的标本，其中很多都给科学带来了新的内容，他们写下了非常多的关于“远方世界”的先进知识。包括亚马逊河流域、加拉帕戈斯群岛和马来群岛等等，这些工作都帮助了生物学从描述转变为基础的科学理论。

## 自然历史在中国
在中文中，“Natural History”曾经被翻译为“博物志”、“博物学”、“自然志”、“自然史”等名词，尤其是通过“博物”这个已有的文言词汇，让清末民初的国人更能接受，为中国教育带来了多种学科的科学知识，起到了科学启蒙和普及的作用。
有学者认为中国有很多传统著作所记述的内容与西方自然历史著作有很多近似的地方，如西晋时期张华著《博物志》，北魏时期郦道元著《水经注》，贾思勰著《齐民要术》，北宋时期沈括著《梦溪笔谈》等，当视为中国自然历史题材的代表。
由于中国当代教育中自然、环境的相关内容较少，同时教育与实践有脱节的现象，某种程度上造成了年轻人对自然环境不熟悉，对环境保护的忽视，因此逐渐出现了很多在当代教育中增加自然历史类题材的呼声，以期增加对于环境以及生物多样性的关注。近年出现了复兴“博物学”的呼声，认为“博物”应当成为国人在生活中的基本态度，能够解决国人在经济高速发展时期在情感、存在、知识、价值、心灵、思想等领域的问题和疑惑。属于哲学范围，在本条目中暂不展开。

## 博物学家
“博物学家”是一个在西学东渐过程中诞生的中西结合词汇，在英语中为Naturalist，也可译为自然历史学家、自然主义者。
在英文中的含义包括：
1. 在自然历史领域探索实践的学者专家
2. 从事自然保护活动的成员
3. 提倡自然主义（哲学）的人

在中文语境中，通常是指在自然历史和自然科学领域探索实践的学者专家。
历史上的著名博物学家有亚里士多德（前384年－前322年3月7日）、布丰（1707～1788）、卡尔·林奈（1707～1778）、居维叶（1769～1832）、拉马克（1744～1829）、萊爾（1797～1875）、查尔斯·达尔文（1809～1882）、华莱士（1823～1913）、法布尔（1823～1915）等，生物分类学、地质学、比较解剖学、演化生物学、生态学和动物行为学等能有今日的进展都与他们的“博物”分不开，他们的杰出工作彻底改变了人们的自然观乃至世界观。卢梭、歌德、梭罗等，均是博物学家。到了20世纪，也有不少出色的博物学家，如劳伦兹（1903～1989）、古尔德（1941～2002）、迈尔（1904～2005）、威尔逊（1929～2021）等等。
在现代，博物学家一词在某些语境下含有贬义, 指该人只会做一些肤浅的科学研究工作。

## 社会团体
“自然历史”这个名词的前面经常冠以各个国家和地区，独立地或者与考古学并列出现。各个地区的自然历史学会记录着本地区的鸟类、哺乳动物、昆虫、真菌和植物，他们也会进行微观观察，对地质和地理环境进行监测记录。
在英国，就有成立于1829的自然历史学会，劍橋自然歷史學會 (1857)， 倫敦自然歷史學會（1858），伯明翰自然历史学会（1859），英国的昆虫和自然历史学会成立于1872。
自然历史学会的增长，也刺激了在热带地区的英国殖民地发现了很多新的品种。有很多英国官员在新的殖民地发现了新的物种，并将标本送回博物馆。

## 相关著作
- 先秦：《山海经》、《诗经》、《尔雅》
- 西晋：张华著《博物志》
- 北魏：郦道元著《水经注》，贾思勰著《齐民要术》
- 唐朝：玄奘著《大唐西域记》
- 北宋：沈括著《梦溪笔谈》
- 明代：李时珍著《本草纲目》，根据徐霞客的笔记整理的《徐霞客游记》
- 古埃及；《埃伯斯纸草卷》
- 古希腊；狄奥弗拉斯图著《植物史》、《植物原理》
- 古罗马；老普林尼著《博物志》（又译《自然史》），狄奥斯科里迪斯著《药物论》
- 印度：《遮罗迦本集》、妙闻《妙闻本集》
- 阿拉伯：阿尔-贾希斯著《动物之书》，伊本·西那著《医典》
- 意大利：马可·波罗述《马可·波罗游记》
- 摩洛哥：伊本·白图泰述《伊本·白图泰游记》
- 瑞士：格斯纳著《动物志》
- 法国：布丰著《自然史》（又译《博物学》），达朗贝尔和狄德罗支持编著的《百科全书》，法布尔著《昆虫记》
- 英国：怀特著《塞尔彭自然史》，达尔文著《物种起源》，华莱士著《马来群岛》
- 德国：洪堡著《宇宙》、《旅行记》
- 美国：梭罗著《瓦尔登湖》